# 青尾幸
青尾 幸（あおお さち、旧姓：南村、1940年10月20日 - ）は、元日本テレビアナウンサー。
主に、報道・教養番組、天気予報を担当した。皇室関連の番組を長く担当していたため、ロイヤル青尾という愛称で呼ばれることもあった。

## 略歴
- 1940年10月20日 - 千葉県香取郡佐原町（現在の香取市）に生まれる。
- 1959年 - 立教大学文学部英米文学科に入学。元NHKアナウンサーの加賀美幸子は同級生。また、放送研究会に所属。宇都宮基師、徳光和夫、土居まさるは同期。
- 1963年 - 大学卒業後、アナウンサーとして日本テレビに入社。同じくアナウンサーの今村倫子、小林完吾（南日本放送からの移籍）、徳光和夫、他職の中島銀兵、細川知正は同期。
- 1974年 - 『NNN日曜夕刊』のキャスターへ就任。以後、1990年まで日本テレビの週末ニュースを担当した。
- 1981年7月29日 - 久保晴生と共にロンドンからチャールズ皇太子（のちのチャールズ3世）とダイアナ妃の結婚式中継を担当。その後もニュースや天気予報、新人アナウンサーの教育などを担当していた。
- 1992年 - アナウンス部を離れ、事業局文化事業部次長に就任。その後出版部長に就任し、1990年代後半に発行された「キユーピー3分クッキング（NTVバージョン）」のテキストの著者名欄には、青尾の名前が掲載されている。
- 2000年10月20日 - 日本テレビを定年退職。その後、アナウンサーとしての活動は見られない。

## 出演
レギュラー番組
| 期間          | 期間          | 番組名                    | 役職       | 担当日       |
| ------------- | ------------- | ------------------------- | ---------- | ------------ |
| 1974年4月6日  | 1988年4月3日  | NNN日曜夕刊               | キャスター | 日曜日       |
| 1980年10月2日 | 1988年4月1日  | NNNきょうの出来事         | キャスター | 木・金曜日   |
| 1983年4月9日  | 1984年3月30日 | NNNジャストニュース       | キャスター | 土曜日       |
| 1984年4月7日  | 1986年9月27日 | NNN6:30きょうのニュース   | キャスター | 土曜日       |
| 1986年10月4日 | 1988年4月2日  | NNNライブオンネットワーク | キャスター | 土曜日       |
| 1988年4月8日  | 1990年3月31日 | NNNきょうの出来事         | キャスター | 金曜日・休日 |

イレギュラー番組
- NNN朝のニュース（木・金曜日担当）
- あすの全国の天気
- 世界にかける橋

## 参考資料
- 日本テレビ放送網『私たちが最前線キャスターです。』(1991年6月1日発行、ISBNコード 9784820391111)